# 康奈非尼
康奈非尼（INN：Encorafenib，商品名：Braftovi）是用於治療黑色素瘤的藥物，是針對MAPK信號路徑中的關鍵酵素BRAF的小分子抑制劑。  MAPK路徑於多種癌症（包括黑色素瘤、大腸直腸癌）有重要作用。 本藥物由諾華發展，後交由Array BioPharma，於2018年6月，美國食品藥物管理局核准與binimetinib併用治療於罹患帶有BRAF有V600E 或 V600K突變之轉移性黑色素瘤的病人。
最常見的副作用（≥25%）包括疲倦、 噁心、腹瀉、腹痛、關節疼痛。

## 藥理學
康奈非尼是ATP竞争性RAF激酶抑制剂，可降低 ERK 磷酸化，並向下調節CyclinD1 。於是可以將細胞週期於G1 期阻止，使細胞老化但並不造成细胞凋亡。 它仅对 BRAF 突变的黑色素瘤（占所有黑色素瘤的 50%）有效。  康奈非尼 的血浆清除半衰期约为 6 小时，主要由细胞色素 P450 酶代谢。 

## 临床试验
LGX818 的多项临床试验（单独或与 MEK 抑制剂MEK162併用）進行中。由于 Ib/II 期试验成功，進入了第三期试验。 

## 历史
康奈非尼在美國的核准乃基於577位患有BRAF V600E或 V600K 突變之不可切除或轉移性黑色素瘤病人的臨床試驗（COLUMBUS; NCT01909453）。病人被隨機分配到每天接受binimetinib 45毫克兩次加上康奈非尼450毫克每天一次、康奈非尼300毫克每天一次，或是维莫非尼960毫克每天兩次，三組受試者人數為1：1：1。 治療持續到病情惡化或是產生病人無法耐受的副作用為止。
該試驗在歐洲、北美洲以及其它國家共計162家醫院進行。由獨立的中央監測中心，依照RECIST 1.1 反應條件，評估疾病無惡化存活期。併用binimetinib與康奈非尼的病人，疾病無惡化存活期中位數為14.9個月；單僅使用维莫非尼的病人為7.3個月（風險比0.54， 95% 信賴區間： 0.41, 0.71, p<0.0001）。